# Resolució 1700 del Consell de Seguretat de les Nacions Unides
La Resolució 1700 del Consell de Seguretat de les Nacions Unides fou adoptada per unanimitat el 10 d'agost de 2006. Després de reafirmar les resolucions anteriors sobre Iraq, en particular les resolucions 1500 (2003), 1546 (2004), 1557 (2004) i 1619 (2005), el Consell va ampliar el mandat de la Missió d'Assistència de les Nacions Unides a l'Iraq (UNAMI) per un nou període de dotze mesos fins al 10 d'agost de 2007.
El Consell de Seguretat va reafirmar la sobirania i la integritat territorial de l'Iraq i el paper de les Nacions Unides al país a través de l'enfortiment de les institucions i de promoure el diàleg nacional, la segona d'aquestes era crucial per a l'estabilitat i unitat de l'Iraq. Va donar la benvinguda a l'opinió de l'Iraq que la UNAMI continuava tenint un paper crucial en ajudar al país a construir una "nació productiva i pròsper en pau amb ella mateixa i els seus veïns".
Estenent del mandat de la UNAMI per un període de dotze mesos addicionals, el Consell va declarar la seva intenció de revisar el seu mandat si ho sol·licitava el govern iraquià. Finalment, el Secretari General de les Nacions Unides Kofi Annan fou requerit a actualitzar regularment el Consell sobre les novetats relatives al Pacte Internacional de Iraq.